# Thonhauserfelsen
Der Thonhauserfelsen ist ein 1020 m hoher Felsvorsprung im ostantarktischen Viktorialand. In den Bowers Mountains ragt er am westlichen Ende des Platypus Ridge auf.
Wissenschaftler der deutschen Expedition GANOVEX I (1979–1980) nahmen seine Benennung vor. Namensgeber ist der Österreicher Werner Thonhauser, Funker auf der MS Schepelsturm bei dieser Forschungsreise.